# ميريل ديفيس
ميريل إليزابيث ديفيس (بالإنجليزية: Meryl Davis) (ولدت في 1 يناير 1987) راقصة على الجليد أمريكية، مع شريك تشارلي وايت، وحاملة الميدالية الذهبية الأولمبية في الألعاب الأولمبية الشتوية 2014 في مدينة سوتشي 2014، والفضة الأولمبية الفضية الأولمبية لعام 2010، وبطلة العالم مرتين (2011، 2013)، وبطلة الجائزة الكبرى لخمسة مرات (2009-2013)، وبطلة أربع قارات أربع مرات (2009، 2011، 2013 ) وستة مرات بطلة الولايات المتحدة الوطني (2009-2014). كما فازوا بالميدالية البرونزية في حدث الفريق في دورة الألعاب الأولمبية الشتوية 2014.

## نشأتها
وُلدت ميريل ديفيس في رويال أوك، ميشيغان، ونشأت في بلدة ويست بلومفيلد، ميشيغان، وهي ابنة شيريل وبول دي. ديفيس. لديها شقيق أصغر يُدعى كلايتون. وهي من أصول إنجليزية وأيرلندية واسكتلندية وألمانية. وُلدت جدتها لأبيها في ريجينا، ساسكاتشوان. عانت ديفيس من صعوبة في الرؤية بعينها اليمنى وتفتقر إلى إدراك العمق. شُخِّصت بمرض عُسر القراءة في الصف الثالث الابتدائي، وواجهت صعوبة في القراءة حتى الصف الحادي عشر. في يونيو 2005، تخرجت ديفيس من مدرسة وايلي إي. غروفز الثانوية.
عاشت ديفيس سابقًا في برمنغهام، ميشيغان. التحقت بجامعة ميشيغان، حيث تخصصت في الأنثروبولوجيا الثقافية ودرست أيضًا اللغة الإيطالية. كانت عضوًا نشطًا في جمعية دلتا دلتا دلتا النسائية، وتعزف على الناي. انضمت ديفيس إلى برنامج يونيسف كيد باور كسفيرة للعلامة التجارية في مارس 2016.

## حياتها الشخصية
في 13 يوليو 2017، أعلنت ديفيس خطوبتها على المتزلج الفني السابق فيدور أندرييف، الذي كانت تواعده لأكثر من ست سنوات. تزوجا في بروفانس، فرنسا، في يونيو 2019.

## روابط خارجية
- ميريل ديفيس على موقع الاتحاد الدولي للتزلج (الإنجليزية)
- ميريل ديفيس على موقع اللجنة الأولمبية الدولية (الإنجليزية)
- ميريل ديفيس على موقع أوليمبيديا (الإنجليزية)
- ميريل ديفيس على موقع اللجنة الأولمبية والبارالمبية الأمريكية (الإنجليزية)

- الموقع الرسمي
- قالب:Isu name
- Meryl Davis / Charlie White at IceNetwork